# Coquimbit
Coquimbit ist ein eher selten vorkommendes Mineral aus der Mineralklasse der „Sulfate“ mit der chemischen Zusammensetzung AlFe3+3(SO4)6(H2O)12·6H2O und damit chemisch gesehen ein wasserhaltiges Aluminium-Eisen-Sulfat.
Coquimbit kristallisiert im trigonalen Kristallsystem und entwickelt meist tafelige, kurzprismatische oder pyramidale Kristalle mit glasähnlichem Glanz auf den Oberflächen, tritt aber auch in Form körniger bis massiger Aggregate auf. Reiner Coquimbit ist farblos und durchsichtig. In der Natur nimmt er jedoch durch Fremdbeimengungen meist eine rosa bis violette, selten auch gelbe, grüne oder blaue Farbe an. Zudem zeigen sich gelegentlich anomale Interferenzfarben.
Mit einer Mohshärte von 2,5 liegt Coquimbit zwischen den Referenzmineralen Gips (2) und Calcit (3) und gehört damit noch zu den weichen Mineralen, die sich mit dem Fingernagel nicht mehr, mit einer Kupfermünze jedoch leicht ritzen lassen.

## Etymologie und Geschichte
Erstmals entdeckt wurde das Mineral in Eisen-Lagerstätten zusammen mit grünen, dichten, feldspatähnlichen Gesteinen etwa eine halbe Tagesreise von Copiapó in der damaligen chilenischen Provinz Coquimbo. Heinrich Rose erhielt einige Mineralproben von Franz Julius Ferdinand Meyen, der sie von einer Südamerika-Reise in diese Region mitbrachte. Das von Rose analysierte und 1833 unter der Bezeichnung Neutrales schwefelsaures Eisenoxyd mit Krystallisationswasser erstbeschriebene Mineral bildete die Hauptmasse aller mitgebrachten Stufen.
Seinen bis heute gültigen Namen Coquimbit (auch Coquimbites ferricus) erhielt Coquimbit 1841 von August Breithaupt, der das Mineral nach der Provinz benannte, in der sich dessen Typlokalität befindet. Er führte zudem mit White copperas und Vitreolum hexagonum weitere Synonyme für den Coquimbit auf.
Coquimbit war bereits lange vor der Gründung der International Mineralogical Association (IMA) bekannt und allgemein als eigenständige Mineralart anerkannt. Damit hätte Coquimbit theoretisch den Status eines grandfathered Mineral. Bei der Analyse von Neotypmaterial des Minerals wurde allerdings festgestellt, dass Aluminium ein wesentlicher Bestandteil der Kristallstruktur von Coquimbit ist. Das bisher als aluminiumfrei geltende Mineral wurde daher 2019 mit neuer Definition der Zusammensetzung von der IMA/CNMNC anerkannt und seitdem in der „Liste der Minerale und Mineralnamen“ der IMA unter der Summenanerkennung „IMA 2019 s.p.“ (special procedure) geführt. Die ebenfalls von der IMA/CNMNC anerkannte Kurzbezeichnung (auch Mineral-Symbol) von Coquimbit lautet „Coq“.
Typmaterial des Minerals wird im Mineralogischen Institut der Technischen Universität Bergakademie Freiberg in Deutschland unter der Sammlungs-Nr. 18558 und im National Museum of Natural History (NMNH) unter der Sammlungs-Nr. 12548 aufbewahrt.

## Klassifikation
In der veralteten 8. Auflage der Mineralsystematik nach Strunz gehörte der Coquimbit zur Mineralklasse der „Sulfate, Chromate, Molybdate und Wolframate“ und dort zur Abteilung der „Wasserhaltigen Sulfate ohne fremde Anionen“, wo er zusammen mit Rhomboklas die „Rhomboklas-Coquimbit-Gruppe“ mit den weiteren Mitgliedern Alunogen, Kornelit, Lausenit, Paracoquimbit und Quenstedtit bildete.
Im zuletzt 2018 überarbeiteten und aktualisierten Lapis-Mineralienverzeichnis nach Stefan Weiß, das sich aus Rücksicht auf private Sammler und institutionelle Sammlungen noch nach dieser alten Form der Systematik von Karl Hugo Strunz richtet, erhielt das Mineral die System- und Mineral-Nr. VI/C.08-40. In der „Lapis-Systematik“ entspricht dies ebenfalls der Abteilung „Wasserhaltige Sulfate, ohne fremde Anionen“, wo Coquimbit zusammen mit Aluminocoquimbit, Alunogen, Kornelit, Lausenit, Meta-Alunogen, Paracoquimbit, Quenstedtit, Rhomboklas eine eigenständige, aber unbenannte Gruppe bildet.
Auch die von der IMA zuletzt 2009 aktualisierte 9. Auflage der Strunz’schen Mineralsystematik ordnet den Coquimbit in die Abteilung der „Sulfate (Selenate usw.) ohne zusätzliche Anionen, mit H2O“ ein. Diese ist allerdings weiter unterteilt nach der relativen Größe der beteiligten Kationen, so dass das Mineral entsprechend seiner Zusammensetzung in der Unterabteilung „Mit ausschließlich mittelgroßen Kationen“ zu finden ist, wo es nur noch zusammen mit Paracoquimbit die „Coquimbitgruppe“ mit der System-Nr. 7.CB.50 bildet.
Die vorwiegend im englischen Sprachraum gebräuchliche Systematik der Minerale nach Dana ordnet den Coquimbit ebenfalls in die Klasse der „Sulfate, Chromate und Molybdate“ und dort in die Abteilung der „Wasserhaltigen Säuren und Sulfate“ ein. Hier ist er als einziges Mitglied in der unbenannten Gruppe 29.08.03 innerhalb der Unterabteilung der „Wasserhaltigen Säuren und Sulfate mit (A)2(XO4)3 × x(H2O)“ zu finden.

## Kristallstruktur
Coquimbit kristallisiert trigonal in der Raumgruppe P31c (Raumgruppen-Nr. 163) mit den Gitterparametern a = 10,92 Å und c = 17,08 Å sowie 4 Formeleinheiten pro Elementarzelle.
Paracoquimbit, eine Modifikation von Coquimbit, weist bei gleicher chemischer Zusammensetzung, gleichem Kristallsystem und ähnlichen Eigenschaften eine andere Raumgruppe auf, nämlich R3 (Nr. 148) (trigonal-rhomboedrisch) mit den Gitterparametern a = 10,93 Å und c = 51,3 Å sowie 12 Formeleinheiten pro Elementarzelle.

## Eigenschaften
Da das Mineral bereits in kaltem Wasser löslich ist, muss es vor Feuchtigkeit geschützt aufbewahrt werden.

## Bildung und Fundorte

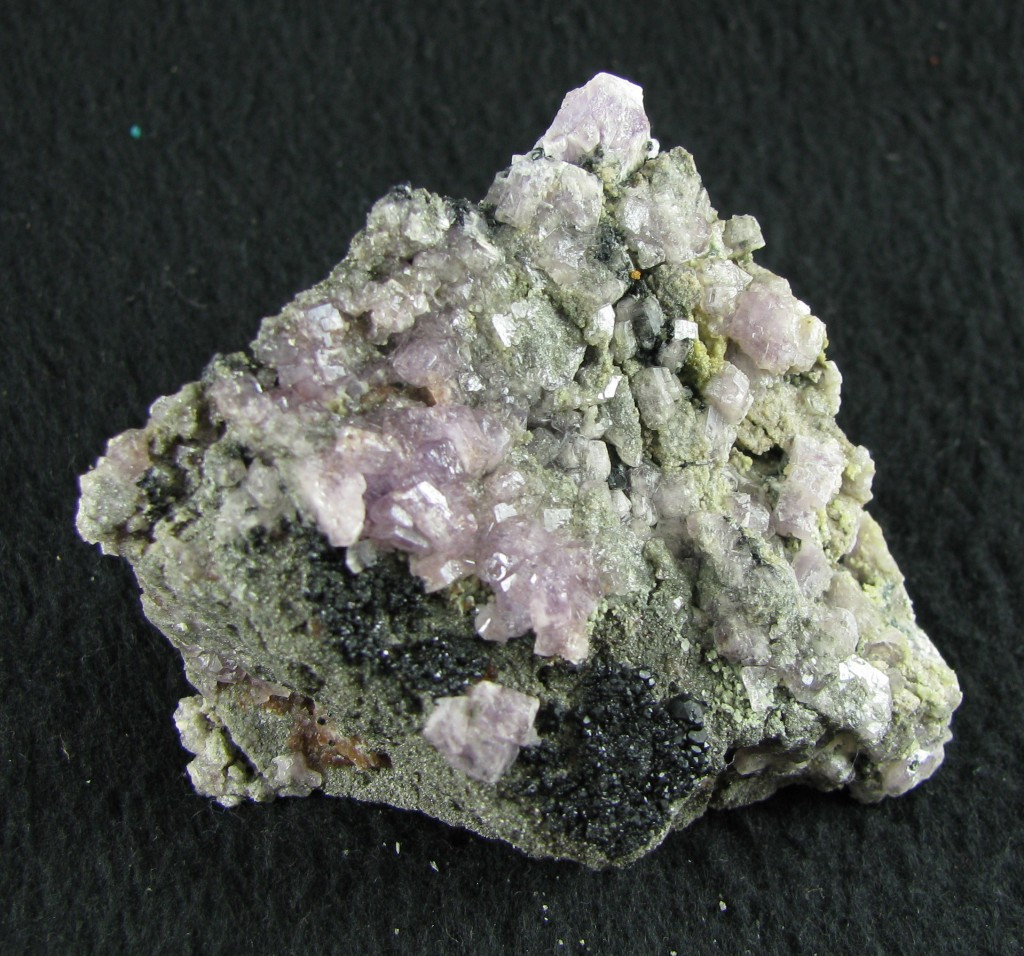
Coquimbit und Voltait (grün) aus dem Bergwerk Dexter Nr. 7, Calf Mesa, San Rafael, Emery County, Utah, USA

Coquimbit bildet sich als typisches Sekundärmineral vorwiegend durch Oxidation in Eisensulfid-Lagerstätten (meist aus Pyrit), kann aber auch direkt durch Sublimation aus Vulkandämpfen oder brennenden Halden entstehen. Er tritt in Paragenese mit verschiedenen anderen Sulfat-Mineralen wie beispielsweise Copiapit, Paracoquimbit, Voltait, Szomolnokit und Römerit auf.
Als eher seltene Mineralbildung kann Coquimbit an verschiedenen Fundorten zum Teil reichlich vorkommen, insgesamt ist er aber wenig verbreitet. Weltweit sind bisher rund 140 Fundorte dokumentiert (Stand 2023). Neben seiner Typlokalität Copiapó in der Región de Coquimbo trat das Mineral in Chile noch in mehreren Gruben nahe Mejillones auf der gleichnamigen Halbinsel und in den Gemeinden Sierra Gorda, Caracoles und Calama in der Región de Antofagasta sowie bei Tierra Amarilla und Alto del Carmen in der Región de Atacama auf.
In Deutschland fand sich Coquimbit bisher in der Grube Clara bei Oberwolfach und der Grube Krunkelbach nahe der Gemeinde Menzenschwand in Baden-Württemberg, im Grauwacke-Steinbruch Koschenberg bei Senftenberg in Brandenburg, am Rammelsberg bei Goslar in Niedersachsen, in der Zeche Julia bei Herne in Nordrhein-Westfalen, im Königin-Carola-Schacht und auf der inzwischen geschlossenen Absetzerhalde des Tagebaus Lichtenberg bei Ronneburg in Thüringen.
In Österreich wurde das Mineral bisher nur in Mineralproben, die beim Bau des Galgenberger Eisenbahntunnels gesammelt wurden, und im Steinbruch Spitzmühle bei Leutschach in der Steiermark  sowie in der Tongrube Frings bei Maiersch in Niederösterreich gefunden.
In der Schweiz trat Coquimbit nur in der Gemeinde Mellikon im Kanton Aargau, im Valle di Ponte nahe Brissago TI im Kanton Tessin sowie am Mont Chemin nahe Les Valettes (Gemeinde Martigny) und bei einer Uranprospektion nahe La Creusaz in der Gemeinde Salvan VS im Kanton Wallis auf.
Weitere Fundorte liegen unter anderem in Argentinien, Australien, Belgien, Bolivien, Brasilien, Bulgarien, China, Costa Rica, der Mongolei, Frankreich, in Griechenland, Iran, Italien, Japan, Kanada, im Libanon, in Marokko, auf den zur Karibik gehörenden Inseln Nevis und St. Lucia, Peru, Polen, Portugal, Rumänien, Russland, Slowakei, Südafrika, Spanien, Tadschikistan, Tschechien, Ungarn, im Vereinigten Königreich (Schottland), den Vereinigten Staaten von Amerika (Arizona, Colorado, Kalifornien und andere) sowie auf Zypern.
Ein weiterer möglicher Fundort liegt auf dem Mars, genauer auf dem Husband Hill, einem Teil der Columbia Hills im Krater Gusev. Allerdings konnte dieser Fundort bisher nicht verifiziert werden.